# Flat Rock (Míchigan)
Flat Rock es una ciudad ubicada en el estado de Míchigan, Estados Unidos. En su mayoría está situada en el condado de Wayne, pero una parte muy pequeña integra el condado de Monroe. Según el censo de 2020, tiene una población de 10 541 habitantes.

## Geografía
La localidad está ubicada en las coordenadas 42°5′52″N 83°16′11″O / 42.09778, -83.26972 (42.097866, -83.269827). Según la Oficina del Censo de los Estados Unidos, Flat Rock tiene una superficie total de 17.37 km², de la cual 17.01 km² corresponden a tierra firme y 0.36 km² es agua.

## Demografía
Según el censo de 2020, hay 10 541 personas residiendo en Flat Rock. La densidad de población es de 619.69 hab./km². El 83.42% son blancos, el 5.77% son afroamericanos, el 0.33% son amerindios, el 0.75% son asiáticos, el 0.06% son isleños del Pacífico, el 1.24% son de otras razas y el 8.43% son de dos o más razas. Del total de la población, el 5.93% son hispanos o latinos de cualquier raza.